# الألعاب البارالمبية الشتوية 2022
الألعاب البارالمبية الشتوية 2022 هي الدورة الثالثة عشرة للألعاب البارالمبية الشتوية، وهو حدث شتوي دولي متعدد لرياضات ذوي الاحتياجات الخاصة، وتُعقد هذه الدورة في العاصمة الصينية بكين خلال الفترة من 4 حتى 13 مارس 2022.

## اختيار المضيف
عقدت اللجنة البارالمبية الدولية واللجنة الأولمبية الدولية اتفاقية،  تقضي بأن يستضيف مضيف دورة الألعاب الأولمبية الشتوية لعام 2022 الألعاب البارالمبية الشتوية 2022.
فازت بكين على ألماتي بأربعة أصوات في 31 يوليو 2015 في الدورة 128 للجنة الأولمبية الدولية في كوالالمبور في ماليزيا، لتكون المدينة المضيفة لدورة الألعاب الأولمبية الشتوية لعام 2022.
| مدينة  | أمة       | الأصوات |
| ------ | --------- | ------- |
| بكين   | الصين     | 44      |
| ألماتي | كازاخستان | 40      |

## حفل الافتتاح
أُقيم حفل الافتتاح في 4 مارس 2022.

## الحفل الختامي
عقد الحفل الختامي في 13 مارس 2022.

## الرياضات
ستقام 78 فعالية في 5 رياضات خلال دورة الألعاب البارالمبية الشتوية لعام 2022.
- التزلج على المنحدرات الثلجية  (تفاصيل)
- التزلج الشمالي
  -  بياثلون  (تفاصيل) 
  -  تزلج ريفي  (تفاصيل)
- هوكي الجليد
- تزلج على الثلوج  (تفاصيل)
- الكيرلنج على الكراسي

## الأماكن

المجموعات البارالمبية

## الدول المشاركة
| اللجان البارالمبية الوطنية المشاركة |
| --- |
| - البرازيل - كندا - الصين (المضيف) - جمهورية التشيك - إستونيا - بريطانيا العظمى - إيطاليا - إسرائيل - لاتفيا - النرويج - RPC - سلوفاكيا - كوريا الجنوبية - السويد - سويسرا - الولايات المتحدة |

## التقويم
في التقويم التالي للألعاب البارالمبية الشتوية لعام 2022، يمثل كل مربع أزرق منافسة حدث. بينما تمثل المربعات الصفراء الأيام التي تقام فيها نهائيات الحدث وتمنح فيها الميداليات للرياضة، ويمثل الرقم الموجود في المربعات الصفراء عدد النهائيات التي يتم التنافس عليها في ذلك اليوم.
| ● | حفل الافتتاح |  | مسابقات الحدث |  | نهائيات الحدث | ● | الحفل الختامي |

| مارس                         | الجمعة 4 | السبت 5 | الأحد 6 | الإثنين 7 | الثلاثاء 8 | الأربعاء 9 | الخميس 10 | الجمعة 11 | السبت 12 | الأحد 13 | الميداليات الذهبية |
| ---------------------------- | -------- | ------- | ------- | --------- | ---------- | ---------- | --------- | --------- | -------- | -------- | ------------------ |
| الفعاليات                    | OC       |         |         |           |            |            |           |           |          | CC       | —                  |
| التزلج على المنحدرات الثلجية |          | 6       | 6       |           | 6          |            | 3         | 3         | 3        | 3        | 30                 |
| بياثلون                      |          | 6       |         |           | 6          |            |           | 6         |          |          | 18                 |
| تزلج ريفي                    |          |         | 2       | 4         |            | 6          |           |           | 6        | 2        | 20                 |
| هوكي الجليد                  |          | ●       | ●       |           | ●          | ●          | ●         | ●         | ●        | 1        | 1                  |
| تزلج على الثلوج              |          |         | ●       | 4         |            |            |           | ●         | 4        |          | 8                  |
| الكيرلنج على الكراسي         |          | ●       | ●       | ●         | ●          | ●          | ●         | ●         | 1        |          | 1                  |
| المجموع                      | 0        | 12      | 8       | 8         | 12         | 6          | 3         | 9         | 13       | 6        | 78                 |

## طالع أيضًا
- الألعاب الأولمبية الصيفية 2008
- دورة الألعاب البارالمبية الصيفية 2008
- الألعاب الأولمبية الشتوية 2022
- دورة الألعاب الآسيوية 2022

## روابط خارجية
- الموقع الرسمي